# Now and Then (пісня)
«Now and Then» — пісня Джона Леннона, що спочатку була записана як сольне фортепіанне/вокальне демо близько 1979 року, але залишилася незавершеною. Пісню пізніше завершили учасники його колишнього гурту The Beatles з накладаннями і вона вийшла 2 листопада 2023 року як окремий подвійний сингл на стороні А, в парі з новим міксом першого синглу гурту «Love Me Do». Реліз поєднаний з розширеними перевиданнями компіляцій 1962—1966 та 1967—1970, остання з яких тепер містить «Now and Then».
Після смерті Леннона пісня розглядалася як потенційний третій сингл возз'єднання The Beatles для їхнього автобіографічного документального проєкту 1995 року The Beatles Anthology, після «Free as a Bird» і «Real Love», але була відкладена на полицю до 2022 року. Він містить нові музичні накладання Пола Маккартні та Рінго Старра, гітарні треки Джорджа Гаррісона з покинутих сесій 1995 року та голос Леннона, «витягнутий» з оригінального демо за допомогою технології деміксингу, яку використав режисер Пітер Джексон для свого документального фільму The Beatles: Get Back.

## Композиція
Леннон написав «Now and Then» наприкінці 1970-х років. Він записав незавершений музичний твір у 1979 році в демо-версії у своєму будинку в нью-йоркській Дакоті. Текст пісні є типовим для апологетичних любовних пісень, які Леннон писав у другій половині своєї кар'єри. Здебільшого вірші майже завершені, хоча є ще кілька рядків, які Леннон не дописав на демо-записі.

## Бітлівська версія
У січні 1994 року вдова Леннона Йоко Оно подарувала Полу Маккартні дві касети з домашніми записами пісень, які Леннон так і не завершив і не випустив на комерційній основі. Пісні на одній з касет містили в собі «Free as a Bird» та «Real Love», які зрештою були завершені та видані. Дві інші пісні на іншій касеті були «Grow Old with Me» і «Now and Then», війшли до касети з написом «For Paul», яку Оно подарувала Маккартні в 1994 році, коли Леннон був посмертно введений до Зали слави рок-н-ролу. «Grow Old with Me» вже вийшла в 1984 році на посмертному альбомі Milk and Honey, тому Бітлз звернули свою увагу на «Now and Then». У березні 1995 року троє бітлів розпочали роботу над «Now and Then», записавши чорновий варіант, який мав бути використаний як накладка. Однак після лише двох днів запису вся робота над піснею припинилася, а плани на третій сингл реюніону були скасовані.
Продюсер Джефф Лінн повідомив, що сесії для «Now and Then» складалися лише з «одного дня — одного післяобіднього часу, насправді — бавилися з нею. У пісні був приспів, але майже повністю відсутні куплети. Ми зробили мінусовку, чорновий варіант, який ми так і не закінчили». Додатковим фактором, що змусив відкинути пісню, був технічний дефект у первинному записі. Як і у випадку з «Real Love», на демо-записі Леннона можна почути шум. Однак на «Now and Then» він був помітно голоснішим, що значно ускладнювало його видалення.
Проєкт відклали значною мірою через неприязнь Джорджа Гаррісона до пісні. Пізніше Маккартні заявив, що Гаррісон назвав демо-запис Леннона «довбаним сміттям». 1997 року Маккартні розповів журналу Q, що «Джорджу [Гаррісону] вона не сподобалася. А Бітлз були демократами, тому ми не зробили цього».
Під час документального фільму про Джеффа Лінна, показаного на BBC Four у 2012 році, Пол Маккартні розповів про цю пісню: «І була ще одна, над якою ми почали працювати, але Джордж відмовився від неї… ця пісня все ще лежить без діла, тож я збираюся зазирнути до Джефа і зробити її. Закінчимо її днями».
У жовтні 2021 року Маккартні сказав, що все ще сподівається закінчити трек. 13 червня 2023 року він розповів у програмі Today на BBC Radio 4, що «щойно закінчив» роботу над вилученням голосу Леннона зі старого демозапису, щоб завершити пісню, використовуючи (за його словами) штучний інтелект. Назвавши проєкт «фінальним записом The Beatles», він не назвав пісню, однак BBC News повідомили, що, ймовірно, це «Now and Then» і що вона вийде пізніше у 2023 році. Щодо використання технології ШІ (точніше, технології розділення джерел звуку) Маккартні додав у червні 2023, що «нічого не було створено штучно або синтетично. Це все справжнє, і ми всі тут граємо. Ми почистили деякі існуючі записи — процес, який тривав роками».
25 жовтня 2023 року на офіційному сайті та в акаунті The Beatles у Twitter було опубліковано зображення касети з етикеткою авторських прав, на якій зазначено «Yoko Ono Lennon, MPL Communications Ltd, G.H. Estate Ltd та Startling Music Ltd» як власників. Наступного дня було підтверджено дату релізу — 2 листопада 2023 року, з новим стереореміксом «Love Me Do» на іншій стороні подвійного синглу А. Пол Маккартні і Джайлз Мартін вказані як продюсери запису, а Джефф Лінн — як «додатковий продюсер».

## Персоналії
- Джон Леннон — основний та бек-вокал
- Пол Маккартні — основний та бек-вокал, бас, акустична гітара, електрогітара, піаніно, електричний клавесин, шейкер
- Джордж Гаррісон — бек-вокал, акустична гітара, електрогітара
- Рінго Старр — бек-вокал, барабани, тамбурин, шейкер

Аранжування струнних — Пол Маккартні, Джайлз Мартін та Бен Фостер.